# Tavolara
Tavolara è un'isola di 5,9 km² della Sardegna nord-orientale, parte del comune di Olbia, in provincia della Gallura Nord-Est Sardegna, nella subregione della Gallura.
Ricca di storia e leggende antiche e moderne, quest'isola dalla singolarissima conformazione si propone sulla scena della mitologia classica per rappresentare la nave dei Feaci pietrificata da Poseidone, col suo timone rivolto verso il mare aperto, rea di avere ricondotto Ulisse in patria.

## Geografia

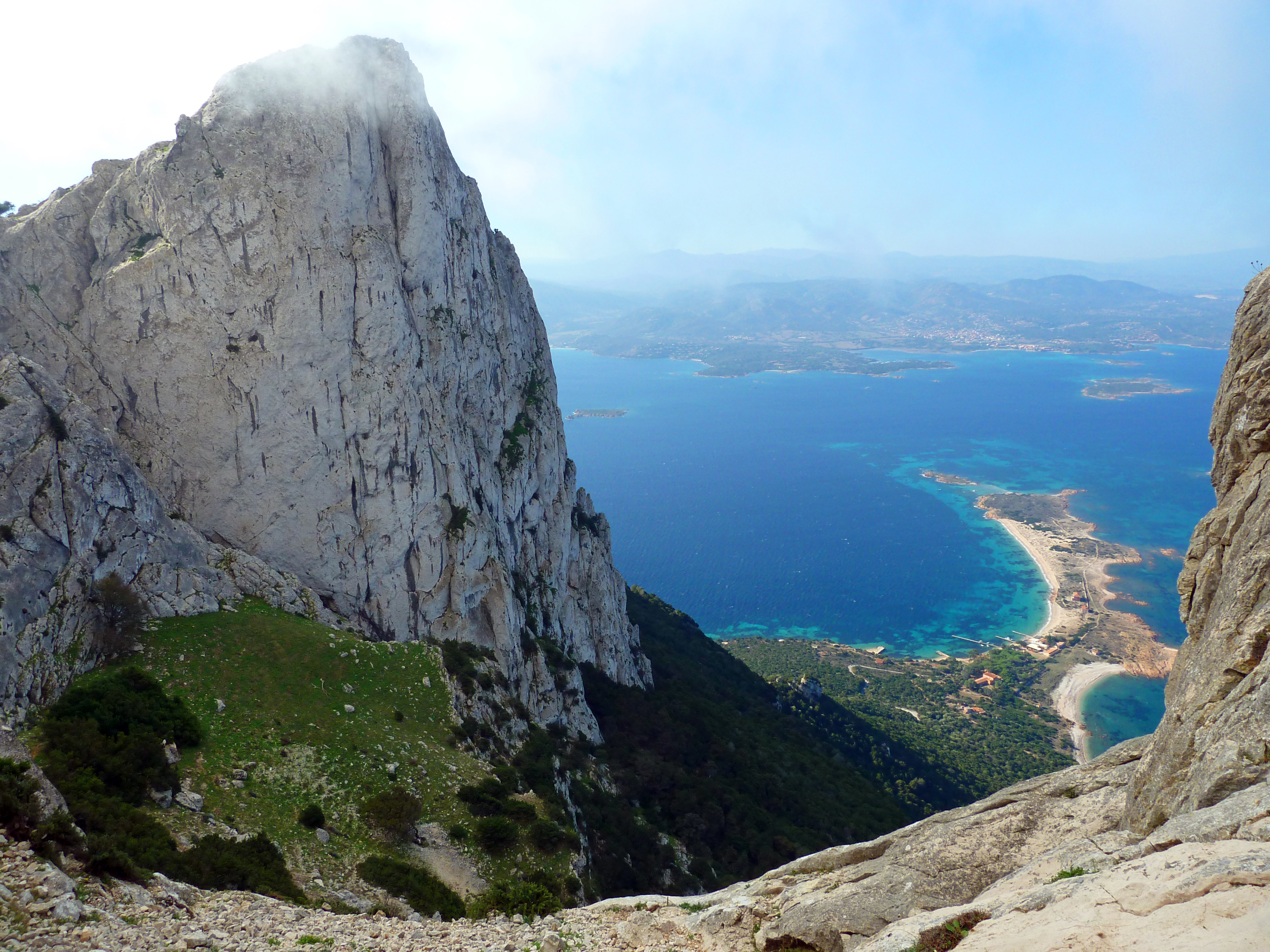
Veduta da Punta Cannone, la vetta dell'isola di Tavolara, verso Punta di Lucca e Spalmatore di Terra

L'isola si presenta come un maestoso massiccio calcareo a picco sul mare, di forma grossomodo rettangolare, lungo circa 6 km e largo 1 km; poggia su un substrato roccioso granitico che emerge chiaramente in alcune parti; raggiunge una quota massima di 565 metri s.l.m. e alle estremità presenta due capi più facilmente accessibili. Il capo sul lato ovest dell'isola (Spalmatore di Terra) è rivolto verso Loiri Porto San Paolo e accoglie gli scarsi insediamenti civili sull'isola e le più belle spiagge. Vi sono stati ricavati anche degli approdi per piccole imbarcazioni, che collegano l'isola con il porto di Loiri Porto San Paolo.
Il capo sul lato est, rivolto verso il mar Tirreno, è costituito dalla punta Timone, che divide due piccole baie (rispettivamente esposte a NW e SE). Ospita, oltre ad un faro di segnalazione marittima, una base militare NATO, gestita dalla Marina Militare, destinata alle telecomunicazioni terrestri a lunghissimo raggio e bassissima frequenza. Le relative tre antenne, alte più di duecento metri, sono facilmente visibili anche a distanza. Nei pressi di Punta del Papa si osserva un maestoso arco naturale sopra il quale si trovano i ruderi del vecchio faro, abbandonato perché costruito troppo in alto e spesso occultato dalla coltre di nuvole.
L'isola è attraversata da una piccola strada militare, con ampi tratti in galleria, che collega la base militare ad un molo di approdo sul lato ovest dell'isola, utilizzato quando le condizioni meteomarine rendono difficile l'approdo nel porticciolo annesso alla base militare.

### Flora e fauna

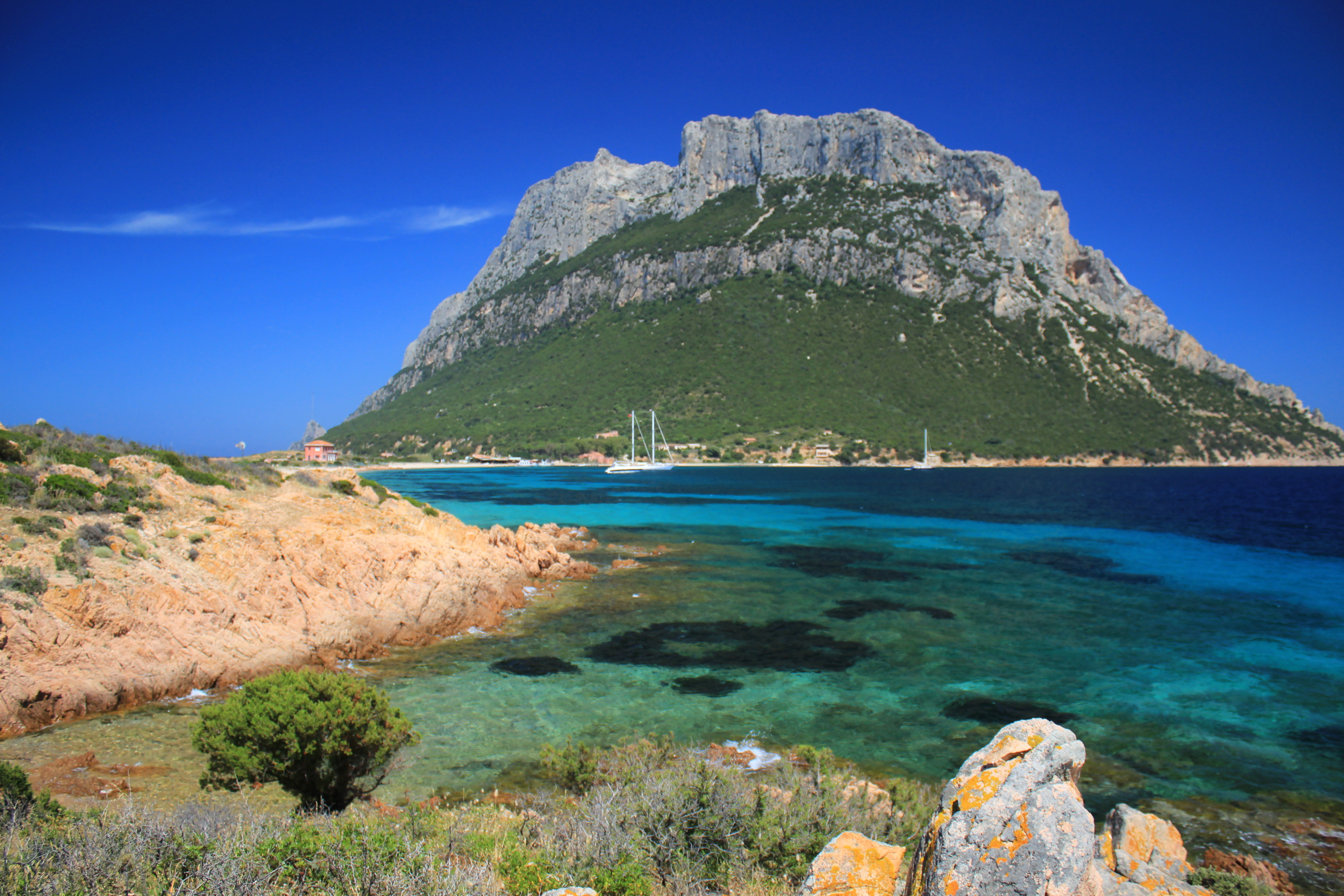
Veduta di Tavolara

Quest'isola selvaggia e incontaminata fa parte dell'Area Marina Protetta di Tavolara e Capo Coda Cavallo e offre fondali incontaminati e riparo per la nidificazione di numerose specie di uccelli marini. Tra questi, unica al mondo per importanza quantitativa la popolazione di berta minore (Puffinus yelkouan, nome locale "tampesca"): Tavolara ospita più di metà della popolazione mondiale di questa specie. Di abitudini notturne, questo uccello marino nidifica ogni anno, a partire da marzo, entro tane sotterranee dal livello del mare fino alle più alte quote, e abbandona la zona in estate per spostarsi verso l'Egeo e il Mar Nero. Però gran parte delle uova deposte a Tavolara vengono predate dai ratti, sui quali sono in corso progetti di contenimento.
Nidificano a Tavolara anche molte coppie di marangone dal ciuffo, ed inoltre piccioni selvatici, rondoni maggiori e numerose altre specie tipiche delle coste rocciose del Mediterraneo. Fino agli anni settanta nelle numerose grotte e anfratti si riproduceva la foca monaca, scomparsa dall'isola. Tra i mammiferi è particolarmente diffusa la capra domestica, forse discendente dagli esemplari portati dai primi abitanti alla fine del '700. Presente in centinaia di esemplari, vive completamente allo stato selvatico e può essere scorta facilmente sulle scogliere. 
Nei soggetti presenti nel secolo scorso era stata notata una particolare colorazione dei denti (da cui il nome 'capra dai denti d'oro), che pare fosse dovuta al regolare consumo di piante quali l'euforbia. 

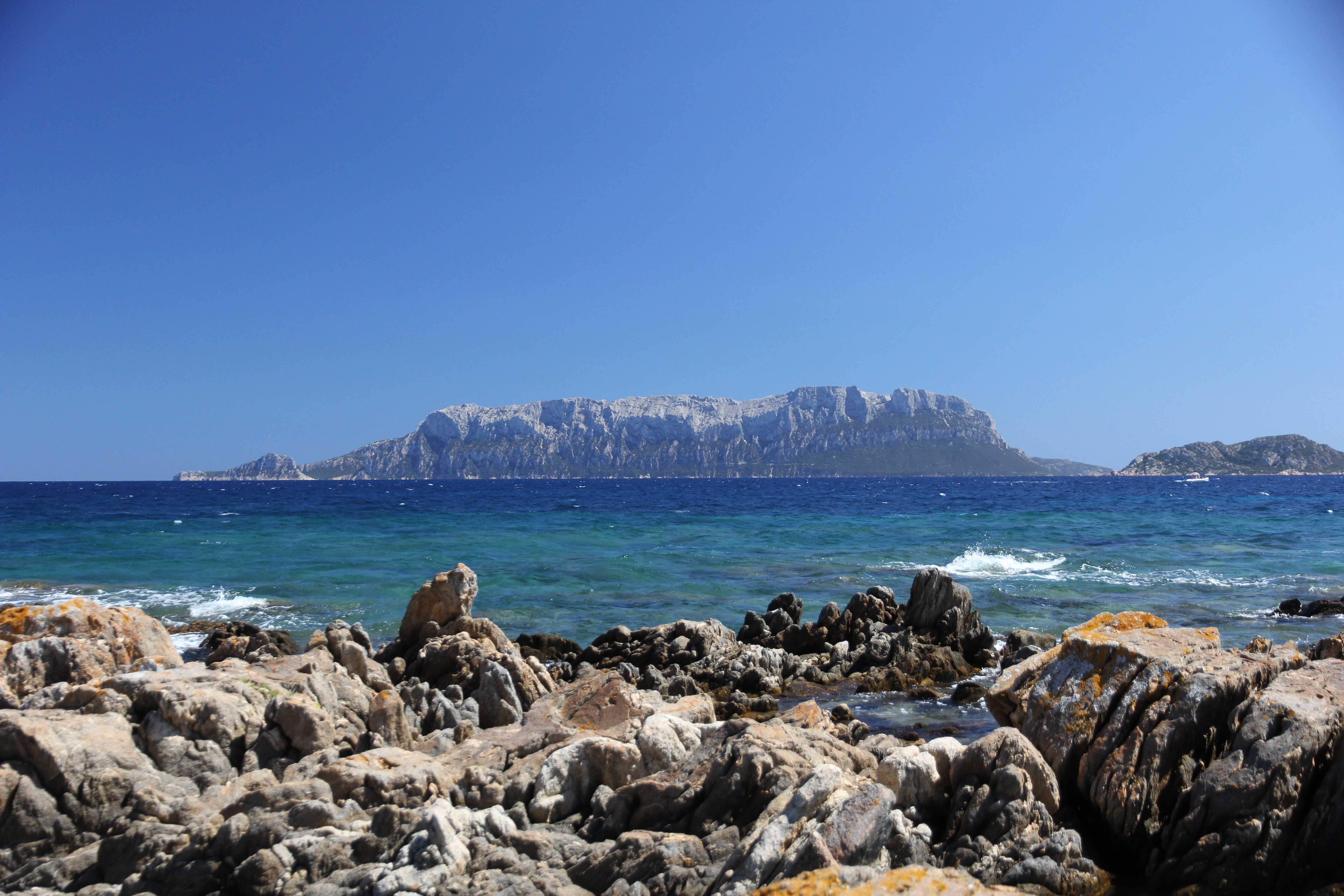
Tavolara vista dalla spiaggia di Nodu Pianu

Scriveva il naturalista Francesco Cetti (1726-1778): "L'isola di Tavolara nominata per le sue capre selvatiche, si nomina pure per i suoi smisurati topi. Gente approdata in quell'isola ne trovò in qualche parte il terreno sì fattamente smosso, che il credette opera de' porci". Cetti non riuscì a vedere i topi di Tavolara, ma riuscì a vedere le pelli di quelli dell'isola di san Pietro, dei quali pure si diceva che erano molto grossi. Dal momento che queste pelli appartenevano a una specie conosciuta, pensò che così doveva essere anche per quelli di Tavolara. Con ogni probabilità, invece, si trattava del Prolagus sardus, un lagomorfo (parente di conigli e lepri) poi estintosi, del quale sull'isola restano abbondanti resti ossei sub-fossili. Le parole di Cetti sembrano essere l'ultima testimonianza della sopravvivenza di questo animale (ci sarebbe un'altra notizia del 1882, ma l'identificazione dei ratti citati con il Prolagus è controversa). È possibile che l'estinzione dei prolaghi, su Tavolara come nel resto della Sardegna, possa essere stata causata proprio dall'arrivo del ratto nero, una specie estranea al popolamento insulare e progressivamente diffusasi al seguito dell'uomo nel corso degli ultimi duemila anni.
L'isola alterna tratti rocciosi apparentemente privi di vegetazione a tratti coperti da una folta macchia mediterranea, in cui domina il ginepro fenicio (anche con esemplari di notevoli dimensioni) ed il lentisco; solo alle massime quote sono presenti boschetti di acero minore, praticamente unici nella realtà delle piccole isole italiane e, purtroppo, fortemente limitati dall'azione devastante delle numerose capre selvatiche.
Sulla penisola dello Spalmatore di Terra (o Coda di Terra) sono presenti in tracce e piante tipiche dell'ambiente delle dune costiere e degli stagni temporanei, oltre ad alcune specie infestanti introdotte dall'uomo.

## Storia
Nel Paleolitico superiore Tavolara era collegata alla terraferma e all'isola di Molara ma in seguito all'innalzamento del livello del mare e alla continua erosione esercitata dal moto ondoso e dai fortissimi venti si separò prima dalla terraferma e solo diecimila anni fa dalla vicina isola.
La presenza dell'uomo sull'isola è attestata con certezza dal Neolitico medio e numerosi resti sono stati rinvenuti presso la Grotta del Papa. Nella prima Età del ferro (X-IX secolo a.C.) sulla lingua pianeggiante dello Spalmatore di Terra è documentata la presenza di uno scalo di navigatori provenienti dalla prospiciente Etruria, ai tempi delle manifestazioni culturali villanoviane. Hermaea e Turarium erano gli antichi nomi dell'isola di Tavolara. Alla metà del V secolo fu visitata da San Mamiliano e da altri anacoreti, suoi seguaci. 

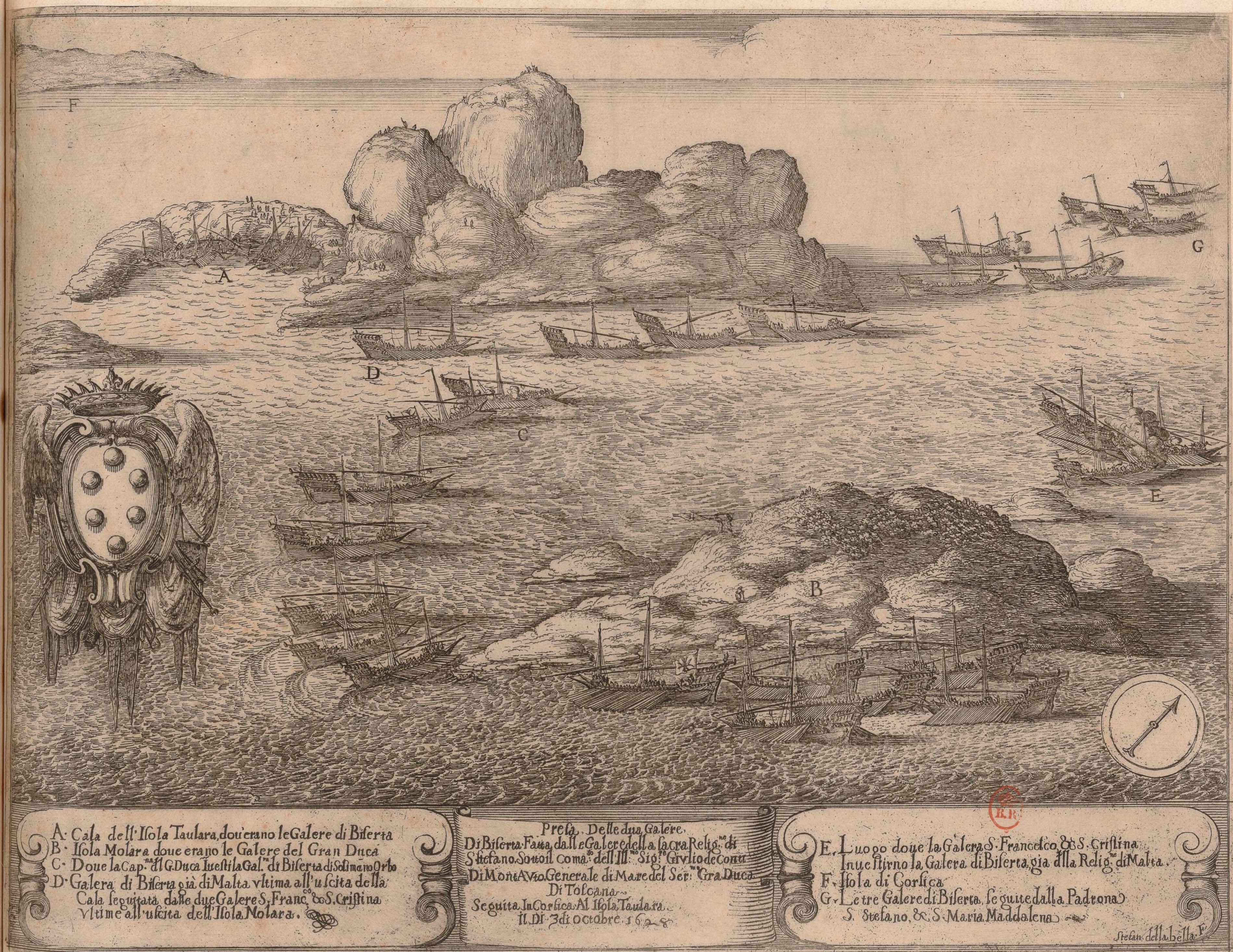
Presa di due galee di Biserta da parte della flotta dell'Ordine di Santo Stefano papa e martire presso Tavolara nel 1628

Durante il Medioevo si sa poco dell'isola, compresa nel giudicato di Gallura, che quasi sicuramente non fu abitata stabilmente ma utilizzata come difesa militare. Pare che poco dopo l'anno 1000 sull'isola si sia insediata una colonia di pirati. Nel maggio del 1284 si svolse la battaglia di Tavolara tra le flotte di Pisa e Genova.
Ancora nel XVIII secolo, il naturalista Francesco Cetti scriveva che spesso sull'isola erano presenti i corsari. 
Dopo l'arrivo dei coloni genovesi, alla fine del Settecento, la popolazione dell'isola crebbe fino ad un massimo di una sessantina di abitanti, in gran parte grazie all'arrivo di pescatori ponzesi in cerca di aragoste, per poi essere abbandonata definitivamente agli inizi degli anni sessanta. Sviluppata in passato l'industria della produzione di calce, facilmente ricavata a partire dal locale substrato roccioso e dall'abbondante legname di ginepro mediante appositi forni ben visibili presso il porticciolo.
La popolazione civile di Tavolara abbandonò l'isola nel 1962, a seguito della costruzione della stazione radiogoniometrica della NATO.

### La leggenda del "regno di Tavolara"

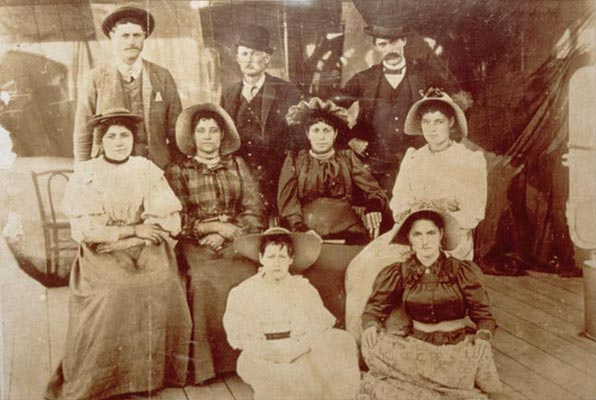
Carlo I Bertoleoni (al centro) con alcuni parenti

In epoca antica, sull'isola furono esercitati i diritti feudali goduti dall'omonima famiglia Tavolara, la quale successivamente abbandonò il possesso dell'isola a causa della posizione e delle difficoltà connesse al suo utilizzo.
Sul finire del Settecento, Giuseppe Bertoleoni (di origine corso-genovese) giunse in prossimità dell'arcipelago di La Maddalena, costeggiando la Corsica, a bordo di una piccola nave da diporto proveniente da Genova, in cerca di una terra in cui abitare; si stabilì dapprima sull'isolotto di Spargi, poi si spostò più a sud, sulla piccola isola di Mortorio, ma, spinto dalla ricerca di un'isola più generosa e ospitale, navigando ancora verso sud, raggiunse nel 1806 l'isola disabitata di Tavolara. Qui si stabilì con la famiglia, dedicandosi all'allevamento delle capre selvatiche, assai numerose sul territorio e caratterizzate da una particolare colorazione dorata della dentatura, causata dall'alimentazione.
Nel 1836 il re di Sardegna Carlo Alberto di Savoia, di passaggio per quei luoghi (si stava recando a caccia), notò l'isoletta sconosciuta: chiese pertanto informazioni ai suoi marinai, ma, non ottenendo risposte sufficienti, decise di approdarvi. Presentatosi ai residenti come il re di Sardegna, sembra che Giuseppe Bertoleoni, circondato dalle capre dai denti dorati, forse convinto che colui che aveva di fronte gli stesse giocando uno scherzo, abbia risposto: "E io sono il re di Tavolara!".

Bandiera del regno di Tavolara

Carlo Alberto avrebbe soggiornato presso di lui per una settimana e, congedandosi, gli diede in dono un orologio d'oro e - secondo i Bertoleoni - diede il consenso a riconoscere l'indipendenza di Tavolara: non molto tempo dopo risulterebbe essere arrivata, infatti, alla prefettura di Sassari, una pergamena reale, firmata dal re, in cui Giuseppe e i suoi eredi venivano infeudati - non, quindi, riconosciuti come Stato sovrano - di Tavolara. Di ciò, tuttavia, resta la sola testimonianza verbale della famiglia, in quanto la casata Bertoleoni non figura negli elenchi nobiliari ufficiali del Regno d'Italia. Di conseguenza la sua nobiltà non risulta legalmente riconosciuta nel periodo monarchico.

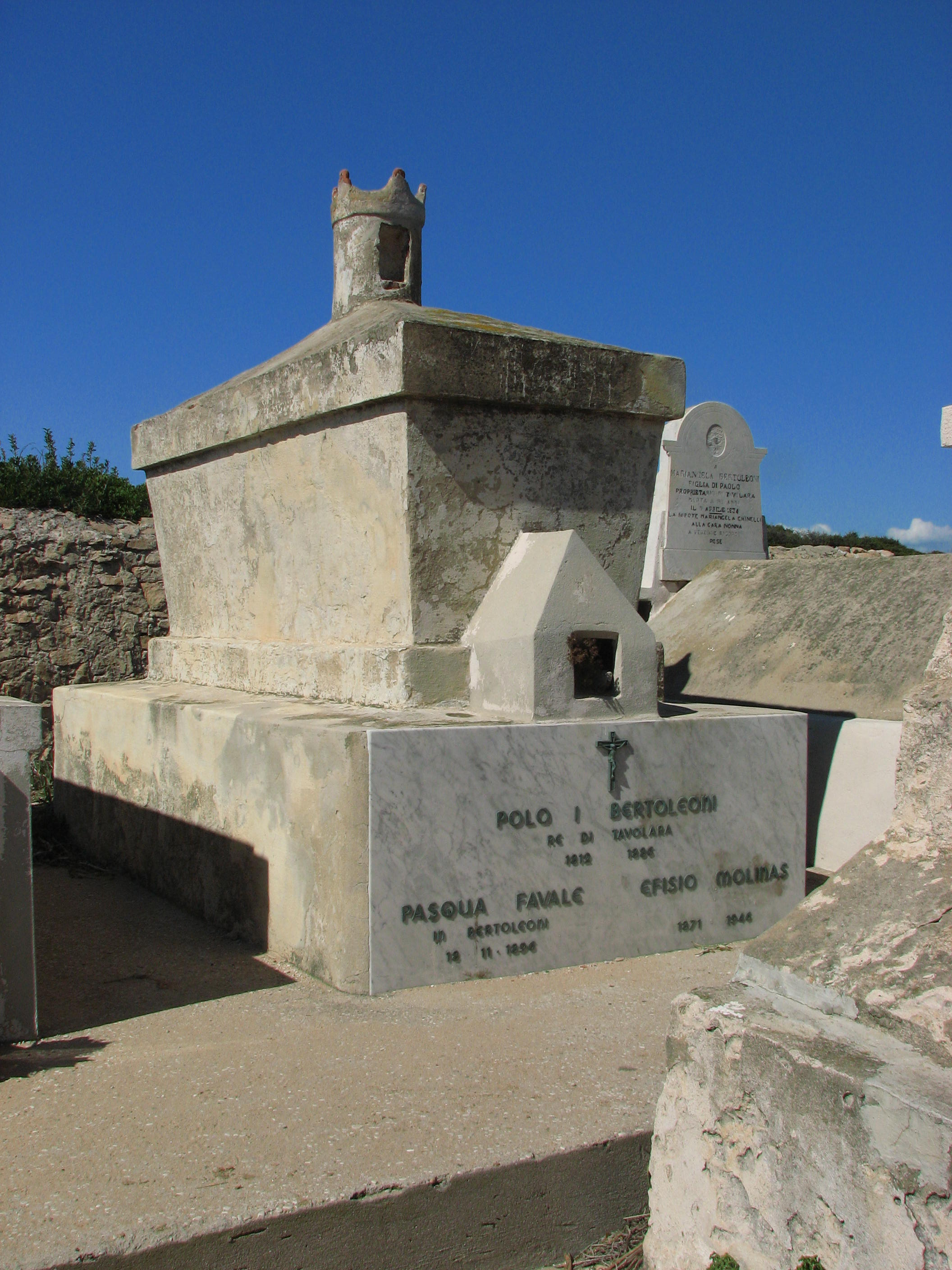
Tomba della famiglia reale

Nel frattempo a Giuseppe Bertoleoni "succedette" il figlio Paolo, detto Polo, che si proclamò "re" col nome di Paolo I, sposò una donna sarda, Pasqua Favale, e da lei ebbe il figlio Carlo (I). A detta di quest'ultimo, l'isola fu visitata nel 1896 da inviati della regina Vittoria del Regno Unito, a bordo nella nave "Vulcan", che avrebbe tacitamente riconosciuto l'esistenza del minuscolo "regno". In una fotografia in cui al centro appare Carlo I circondato da parenti collaterali, scattata sul ponte della nave, si può notare la scritta "Vulcan" sulla cintura della giovane in primo piano.
I Bertoleoni narrano che in una sala di Buckingham Palace, a Londra, sia conservata la foto della "famiglia reale" di Tavolara, all'interno della collezione di ritratti delle dinastie regnanti di tutta la terra, con la dicitura: «La famiglia reale di Tavolara, nel golfo di Terranova Pausania, il più piccolo regno del mondo». "Di fatto", l'isola entrò a far parte del territorio del Regno d'Italia, all'atto della proclamazione di quest'ultimo, il 17 marzo 1861.
Va infine osservato che ai Bertoleoni appartengono solo alcune piccole case nello spalmatore di terra e due ristoranti autorizzati con licenza dal comune di Olbia, mentre il resto dell'isola è stato concesso dall'Italia alla NATO come servitù militare o è di proprietà della famiglia veneto-romana dei Marzano.
I Bertoleoni sono sepolti a Tavolara nel piccolo cimitero di Spalmatore di Terra, dove riposa anche lo storico Girolamo Sotgiu.
L'ultimo discendente della famiglia, Tonino Bertoleoni, si attribuisce il titolo di re di Tavolara.

## Area marina protetta Tavolara - Punta Coda Cavallo
L'Area marina protetta Tavolara - Punta Coda Cavallo si sviluppa lungo uno dei tratti di costa più belli e suggestivi del Mar Mediterraneo.
Non distante dalla Costa Smeralda, si estende per circa 15.000 ettari  e presenta acque limpide, con numerose insenature e calette sulla costa che da Capo Ceraso (a sud di Olbia), arriva fino a Punta l'Isuledda (a sud di S. Teodoro).
L'AMP di Tavolara è abbastanza giovane rispetto ad altre aree marine italiane. È stata istituita nel 1997 con un Decreto Ministeriale e dal 2004 è gestita da un Consorzio formato dai comuni di Olbia, Loiri-Porto S. Paolo e S. Teodoro. È suddivisa in tre zone, A, B e C, sottoposte a diverso livello di protezione.

## Cultura

### Eventi
Dal 1991 ospita il festival cinematografico "Una notte in Italia".